# Canarsie Line
De BMT Canarsie Line  is een lijn (of beter gezegd traject) van de metro van New York. Het is een van de lijnen van de B Division. De lijn is aangelegd door de BMT en loopt van Eighth Avenue naar Canarsie-Rockaway Parkway. Het traject van de Canarsie Line wordt bediend door de L-lijn ().

## Stations
| Tijdtabel         | Betekenis         |
| ----------------- | ----------------- |
| Stopt alle tijden | Stopt alle tijden |

|                   | Station                         |  | Overstappunt |
| ----------------- | ------------------------------- |  | ------------ |
| Manhattan         |                                 |  |              |
| stopt alle tijden | 14th Street-Eighth Avenue       |  |              |
| stopt alle tijden | Sixth Avenue                    |  |              |
| stopt alle tijden | Union Square-14th Street        |  |              |
| stopt alle tijden | Third Avenue                    |  |              |
| stopt alle tijden | First Avenue                    |  |              |
| Brooklyn          |                                 |  |              |
| stopt alle tijden | Bedford Avenue                  |  |              |
| stopt alle tijden | Lorimer Street                  |  |              |
| stopt alle tijden | Graham Avenue                   |  |              |
| stopt alle tijden | Grand Street                    |  |              |
| stopt alle tijden | Montrose Avenue                 |  |              |
| stopt alle tijden | Morgan Avenue                   |  |              |
| stopt alle tijden | DeKalb Avenue                   |  |              |
| stopt alle tijden | Myrtle-Wyckoff Avenues          |  |              |
| stopt alle tijden | Halsey Street                   |  |              |
| stopt alle tijden | Wilson Avenue                   |  |              |
| stopt alle tijden | Bushwick Avenue-Aberdeen Street |  |              |
| stopt alle tijden | Broadway Junction               |  |              |
| stopt alle tijden | Atlantic Avenue                 |  |              |
| stopt alle tijden | Sutter Avenue                   |  |              |
| stopt alle tijden | Livonia Avenue                  |  |              |
| stopt alle tijden | New Lots Avenue                 |  |              |
| stopt alle tijden | East 105th Street               |  |              |
| stopt alle tijden | Canarsie-Rockaway Parkway       |  |              |

 ·  ·  ·  ·  ·  ·  ·  ·  · 